# 堂垣園江
堂垣 園江（どうがき そのえ、1960年5月29日 - ）は、日本の小説家。大阪府生まれ。滋賀県立短期大学卒業。

## 経歴
1996年、「足下の土」が第39回群像新人文学賞の優秀作に選ばれる。1994年からカナダ、1997年からメキシコに在住。 1999年、『ゼラブカからの招待状』で第21回野間文芸新人賞候補。2000年に帰国し守口市に住む。2001年『ベラクルス』で野間文芸新人賞受賞。2006年から織田作之助賞青春賞選考委員。2015年『浪華古本屋騒動記』で織田作之助賞受賞。

## 著書
- 『ゼラブカからの招待状』講談社、1999（風のほとりで、鳴かない犬）
- 『ベラクルス』講談社、2001
  - 初出:『群像』2001年2月号
- 『ライオン・ダンス』集英社、2003
  - ライオン・ダンス(『すばる』2002年7月号)
  - レガロ(『すばる』2001年12月号)
- 『グッピー・クッキー』光文社、2003　のち文庫
- 『うつくしい人生』新潮社、2004
  - 初出:『新潮』2003年12月号
- 『浪華古本屋騒動記』講談社、2015
  - 初出：『群像』 2014年12月-2015年1月

### 単行本未収録作品
- 「足下の土」（『群像』1996年6月号）
- 「亀を飼う」(『群像』2004年10月号)
- 「壁の住民」(『群像』2006年2月号)
- 「影の豚」(『すばる』2006年12月号)
- 「悪意」(『すばる』2007年8月号)